# Piedra Ancha, Santa María Tonameca
Piedra Ancha är en ort i Mexiko.   Den ligger i kommunen Santa María Tonameca och delstaten Oaxaca, i den sydöstra delen av landet, 500 km sydost om huvudstaden Mexico City. Piedra Ancha ligger 80 meter över havet och antalet invånare är 125.
Terrängen runt Piedra Ancha är platt åt sydväst, men åt nordost är den kuperad. Havet är nära Piedra Ancha åt sydväst.  Närmaste större samhälle är Puerto Ángel, 19,4 km öster om Piedra Ancha. 